# Vân môn đốm
Vân môn đốm, tên khoa học Zantedeschia albomaculata, là một loài thực vật có hoa trong họ Ráy (Araceae). Loài này được (Hook.) Baill. miêu tả khoa học đầu tiên năm 1883.

## Hình ảnh

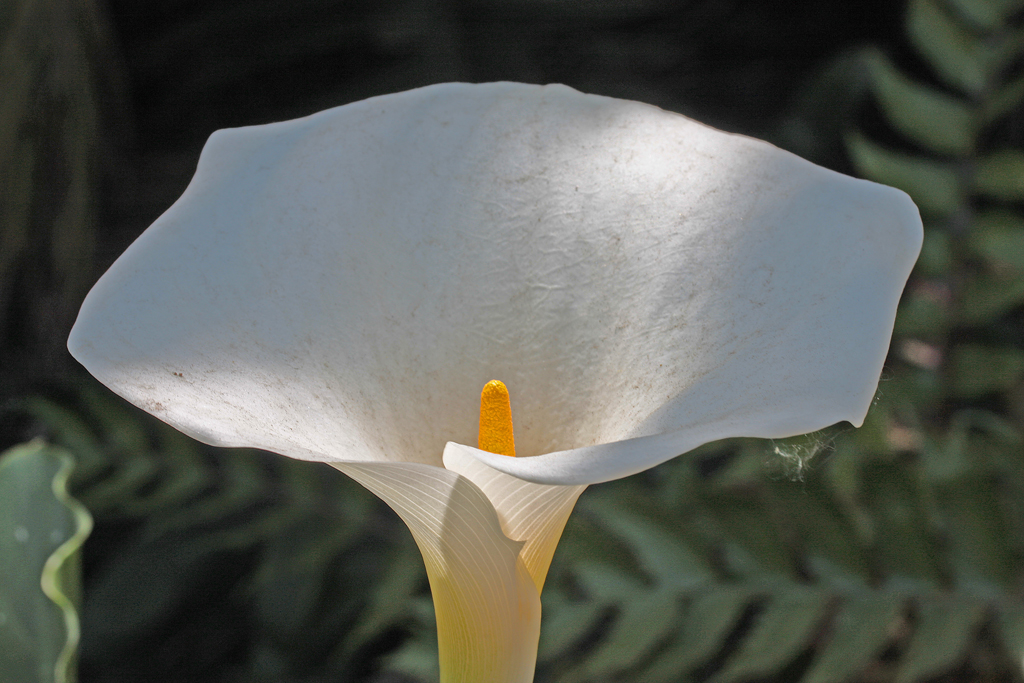
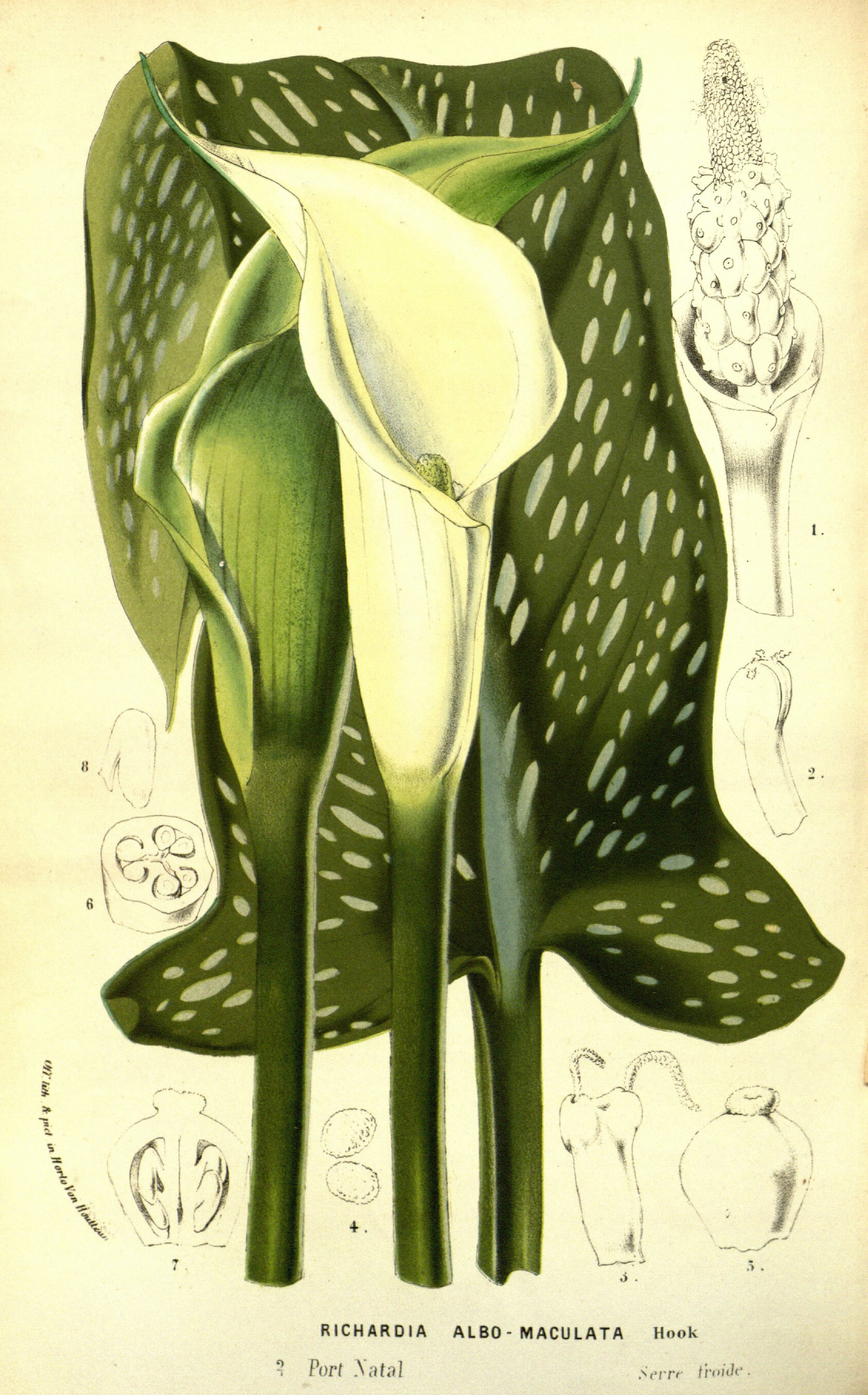
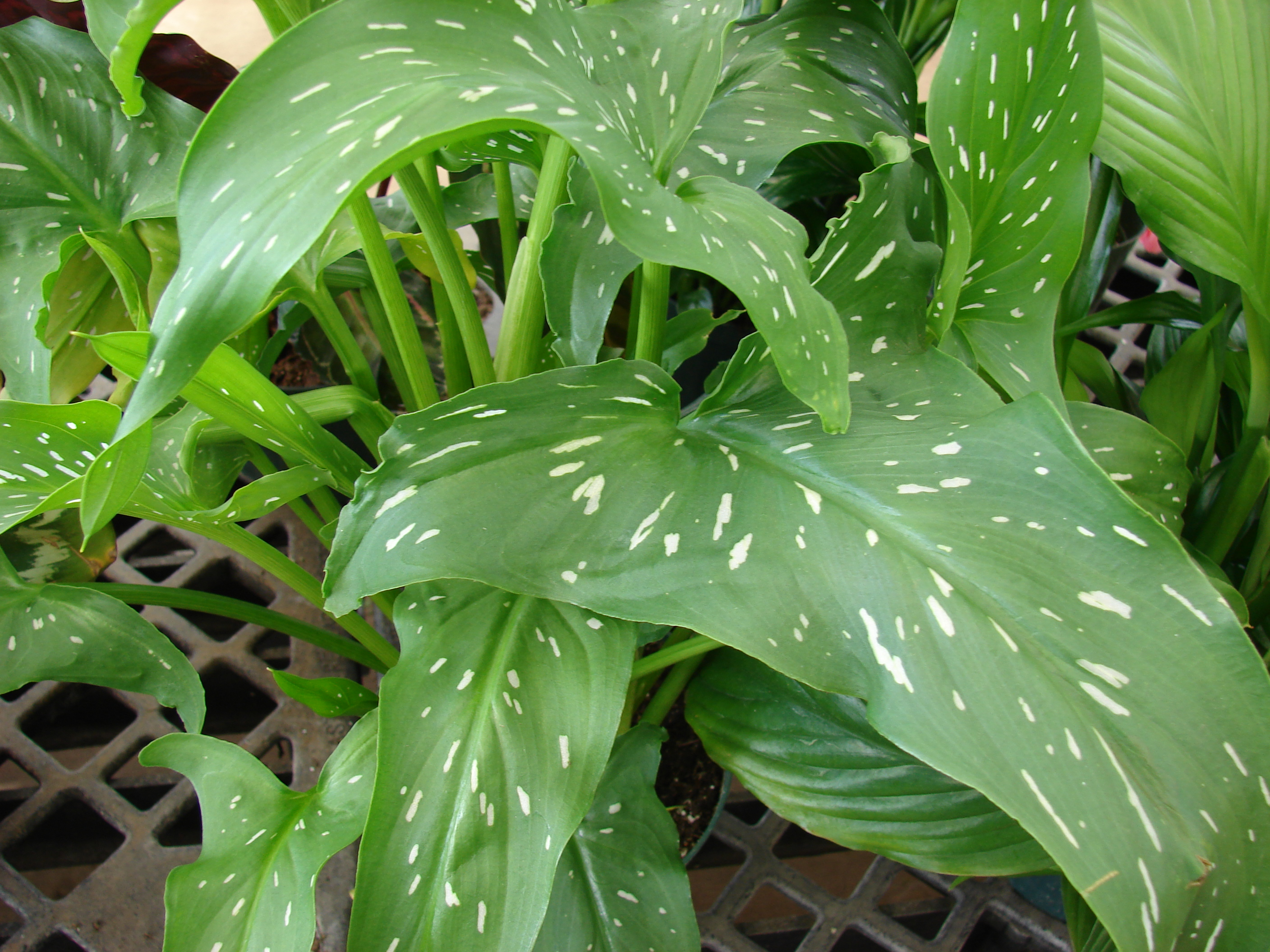
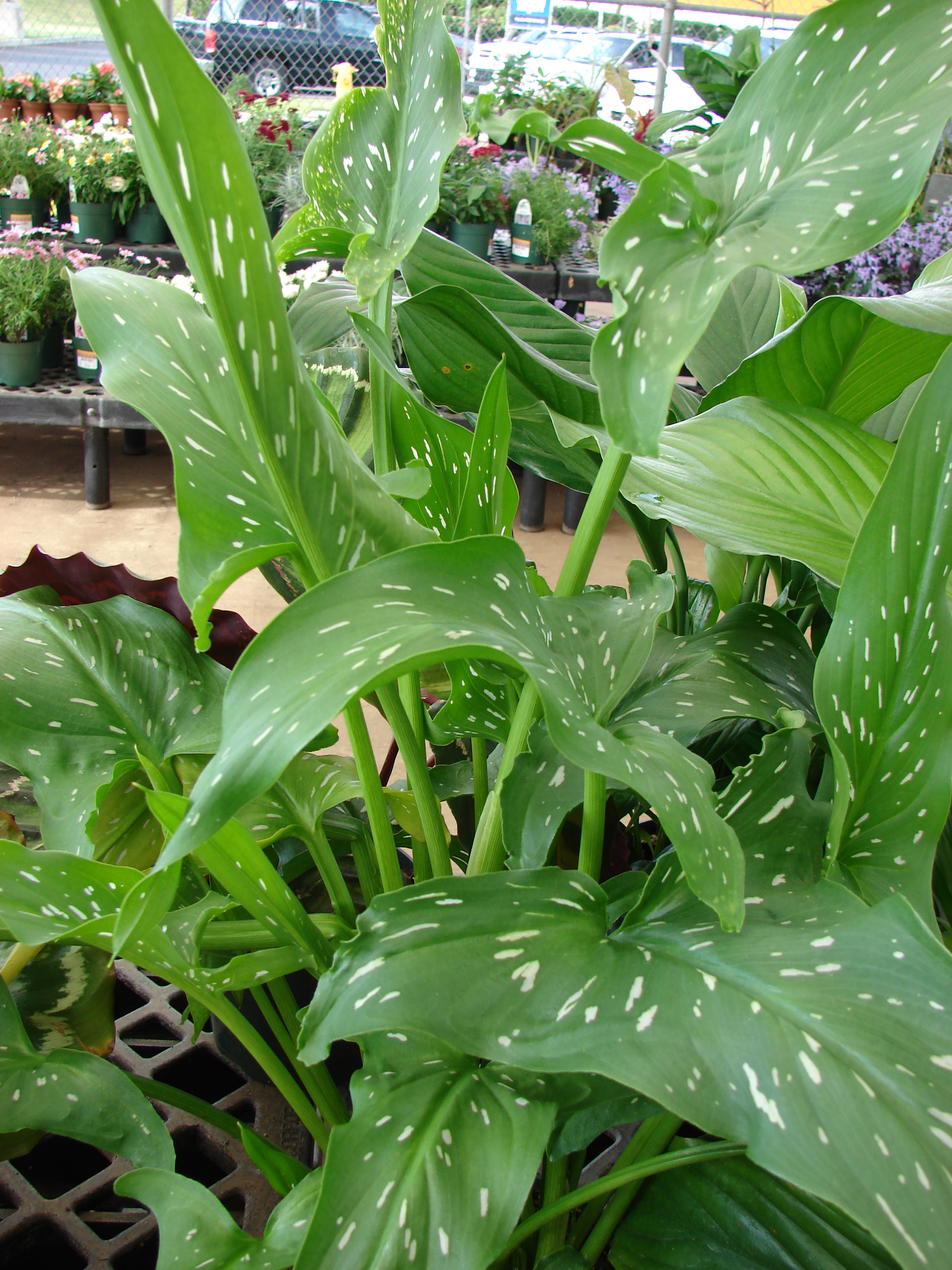